# 牛頭天王
牛頭天王（ごずてんのう）は日本における神仏習合の神。釈迦の生誕地に因む祇園精舎の守護神とされた。蘇民将来説話の武塔天神と同一視され薬師如来の垂迹であるとともにスサノオの本地ともされた。京都東山祇園や播磨国広峰山に鎮座して祇園信仰の神（祇園神）ともされ現在の八坂神社にあたる感神院祇園社から勧請されて全国の祇園社、天王社で祀られた。また陰陽道では天道神と同一視された。道教的色彩の強い神だが、中国の文献には見られない。

## 概要
牛頭天王は、京都の感神院祇園社（現八坂神社）の祭神である。
『祇園牛頭天王御縁起』によれば、本地仏は東方浄瑠璃世界（東方の浄土）の教主薬師如来であるが、かれは12の大願を発し、須彌山中腹にある「豊饒国」（日本のことか）の武答天王の一人息子として垂迹し、姿をあらわした。
太子は、7歳にして身長が7尺5寸あり、3尺の牛の頭をもち、また、3尺の赤い角もあった。太子は王位を継承して牛頭天王を名乗るが、后を迎えようとするものの、その姿形の怖ろしさのために近寄ろうとする女人さえいない。牛頭天王は酒びたりの毎日を送るようになった。
3人の公卿が天王の気持ちを慰安しようと山野に狩りに連れ出すが、そのとき一羽の鳩があらわれた。山鳩は人間のことばを話すことができ、大海に住む沙掲羅龍王（八大龍王）の娘のもとへ案内すると言う。牛頭天王は娘を娶りに出かける。
旅の途次、長者である弟の古單將來に宿所を求めたが、慳貪な古単（古端、巨端）はこれを断った。それに対し、貧乏な兄の蘇民將來は歓待して宿を貸し、粟飯を振舞った。蘇民の親切に感じ入った牛頭天王は、願いごとがすべてかなう牛玉を蘇民に授け、のちに蘇民は富貴の人となった。
龍宮へ赴いた牛頭天王は、沙掲羅の三女の頗梨采女を娶り、8年をそこで過ごす間に七男一女の王子（八王子）をもうけた。豊饒国への帰路、牛頭天王は八万四千の眷属を差向け、古単への復讐を図った。古端は千人もの僧を集め、大般若経を七日七晩にわたって読誦させたが、法師のひとりが居眠りしたために失敗し、古単の眷属五千余はことごとく蹴り殺されたという。この殺戮のなかで、牛頭天王は古単の妻だけを蘇民将来の娘であるために助命して、「茅の輪をつくって、赤絹の房を下げ、『蘇民将来之子孫なり』との護符を付ければ、末代までも災難を逃れることができる」と除災の法を教示した。
以上が、『祇園牛頭天王御縁起』の概要である。

## 牛頭天王の神格
牛頭天王の神格についてはさまざまな説があり、江戸時代から明治時代にかけて復古神道の影響下で主張されたスサノオ・朝鮮半島起源説が知られるが、神仏分離と国家神道の政治的な影響が大きいともいわれ、定説は確立していない。
牛頭天王は、平安京の祇園社の祭神であるところから祇園天神とも称され、平安時代から行疫神として崇め信じられてきたが、御霊信仰の影響から当初は御霊を鎮めるために祭り、やがて平安末期には疫病神を鎮め退散させるために花笠や山鉾を出して市中を練り歩いて鎮祭するようになった。これが京都の祇園祭の起源である。
これについて、当時は疫病は異国からの伝染と考えて、異国由来の疫病神として牛頭天王を祀る由来となったと考える立場もある。いずれにせよ、牛頭天王は、子の八王子権現や眷属とともに疫病を司る神とされたのである。

### 『備後国風土記』等にみえる牛頭天王
鎌倉時代後半の卜部兼方『釈日本紀』に引用された『備後国風土記』逸文（詳細後述）では、「牛頭天王」の表記はなく、「武塔神」および「速須佐雄」と記述され、富貴な弟の巨旦将来と貧しい兄蘇民将来の説話を記している。それに対し、『先代旧事本紀』ではオオナムチノミコト（大国主）の荒魂が牛頭天王であると解説する。
また、平安時代末期に成立した『伊呂波字類抄』（色葉字類抄）では、牛頭天王は天竺の北にある「九相国」の王であるとしている。

### スサノオとの習合・朝鮮半島との関係
『日本書紀』巻第一神代上第八段一書に、スサノオ（素戔嗚尊）が新羅の曽尸茂利/曽尸茂梨（ソシモリ）という地に降臨し、後で船に乗り、出雲の国に渡ったとの記述があるが、この伝承に対して、「ソシモリ」は「ソシマリ」「ソモリ」ともいう朝鮮語で、牛頭または牛首を意味し、朝鮮半島の各地に牛頭山という名の山や牛頭の名の付いた島がある由と関連するという説がある。
また、ソシモリのソは蘇民のソで、蘇民は「ソの民」であるとして、蘇民将来説話と『日本書紀』のスサノオのソシモリ降臨と関連づける説もある。

祇園神が鎮祭されたのは、奈良時代以前に遡るとされ、記録の上では詳細不明である。八坂神社が1870年（明治3年）に出版した『八坂社舊記集録』上中下（紀繁継　『八坂社旧記集録』『八坂誌』ともいう）巻頭に承暦3年（1079年）の年代の記された記載を謄写したという「八坂郷鎮座大神之記」には
とあり、斉明天皇2年（656年）高句麗の使、伊利之使主（イリシオミ）が来朝したとき新羅国の牛頭山の須佐之雄尊を祭ると伝えられる。伊利之は『新撰姓氏録』山城国諸蕃の八坂造に、意利佐の名がみえ、祇園社附近はもと八坂郷と称していた。この伝承にそのまま従うと「日本における神仏習合以前に、朝鮮半島ですでに日本神話のスサノオが信仰されており、その信仰をもちこんだ朝鮮人が住みついた後になってから牛頭天王と習合した」ということになるが、川村湊や真弓常忠は「朝鮮半島より渡来した朝鮮人々が住みついて牛頭天王を祀ったが、その後、日本神話のスサノオと習合した」と解釈している。

### 陰陽道の天刑星との習合
陰陽道では天道神とされ、天刑星、吉祥天の王舎城大王、商貴帝と同一視された。
また、蘇民将来説話の伝播にあたっては地方で活動していた民間の陰陽師の活動も大きかったと考えられる。

### 神仏習合
これらのほか、牛頭天王は薬宝賢明王と称し、薬師如来を本地仏とする。天竺の祇園精舎の守護神であると説明される。また直接の習合は説かれていないが、牛頭天王と観音菩薩との深いつながりを示唆する縁起もある。

#### 神戸市兵庫区の牛頭天王
神戸市における民族信仰の変遷ほか（福原会下山人　郷土史話シリーズにつぎのような記述がある。
今日のような安全な道路となつたのであるが、昔日の天王谷越の有様を見てみよう。天王谷の名のおこりについてはつぎのような伝説がある。天王川の上流である水源地東にある小部に字渦輪という小盆地（燈篭茶屋）があり、その西の岡の上に牛頭天王の社がある。
むかし、この地には一面の大湖沼があつて、悪竜が棲み人を害したが、その時午頭天王が現われて湖堤の口を切り開たので、竜は雲に乗つて再度山の蛇谷に移住した。午頭天王が切り開いたところを竜の口といい、いまもなお残つていると伝える。このことは、弘安年中（１２７８－）にこの地を開柘して田・地を作つた東小部の前田家に蔵する子文書に明らかである。これからのち、伝説のままに牛頭天王は、産土神としてあがめられ、この谷を天王谷といい、川を天王川と呼んだのである。

## 歴史

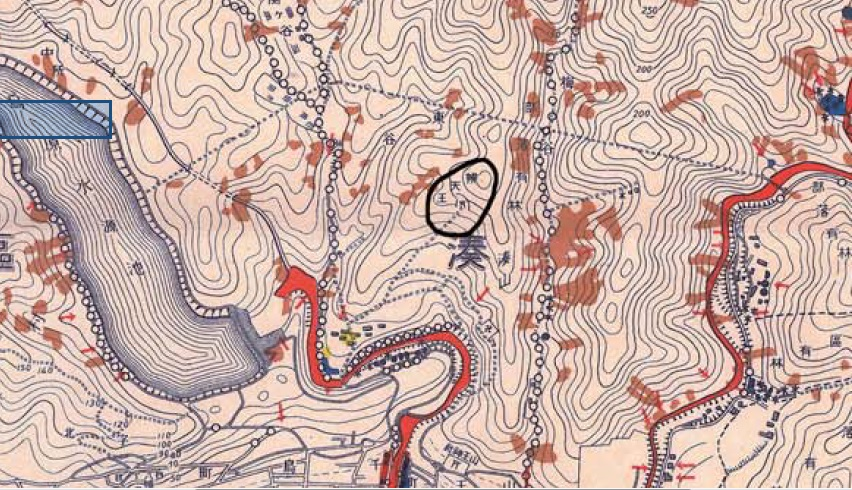
阪神大水害附図 - 昭和13年の阪神大水害附図にも、牛頭天王の記載がある。

牛頭天王は、古代にさかのぼる蘇民将来の説話が陰陽師などによって伝承されるうちに、日本古来の霊信仰とむすびついて行疫神とみられるようになり、その霊力がきわめて強力であるがゆえに、逆にこれを丁重に祀れば、かえって災厄をまぬがれることができると解されて除疫神としての神格をもつようになったものである。荒魂が和魂へと転換されたわけであるが、日本神話では天上を追放された「荒ぶる神」スサノオとの習合がこの過程においてなされたものと考えられる。

### 『備後国風土記』の蘇民将来説話
『釈日本紀』に引用された『備後国風土記』逸文に「武塔天神」と「蘇民将来」兄弟の話が出てくる。『備後国風土記』は奈良時代初期に編纂された備後国（広島県東部）の地理書であるが、現在は鎌倉時代の逸文として引用のかたちで伝存したものである。ここでは、牛頭天王は「武塔天神」と同一視され、親切に迎え入れた兄の「蘇民将来」に対して疫病を免れしめ、その一宿一飯の恩に報いるために蘇民とその娘に除難の法を教えたと記している。本文に「批則祇園社本縁也」と記述された説話がそれであり、これは文献にあらわれた「蘇民将来」説話の最古の例である。

### 平安時代

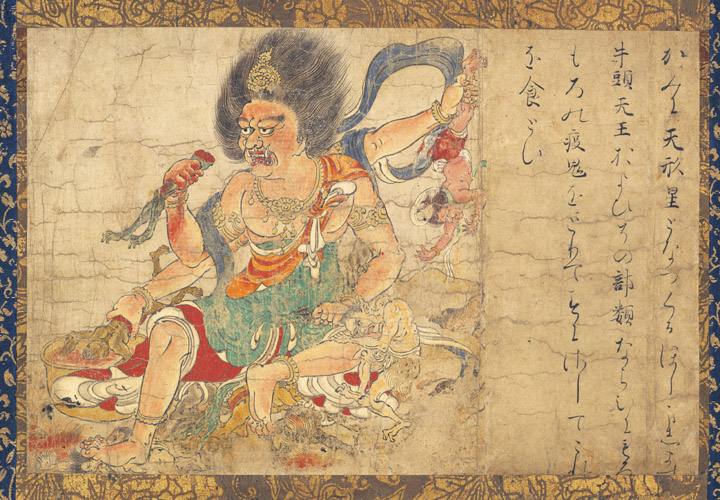
辟邪絵（奈良国立博物館）で牛頭天王をつかんで食べる天刑星

平安時代の絵画『辟邪絵』（奈良国立博物館蔵）には、疫神や牛頭天王をつかんで食べる天刑星（疫神を食べる道教の神『封神演義』では桂天禄が封神された）の絵と詞が描写されている。
この時代には、都市部でさかんに信仰されるようになり、祇園社の御霊会（祇園祭）において祀られるようになったといわれる。祇園御霊会がさかんになったのは10世紀ころからで、夏に流行しがちな疫病を鎮める効果が求められた。京都では感神院祇園社に祀られ除疫神として尊崇され、祇園社のある地は「祇園」と称されるようになった。
なお、当時辞書として編まれた『伊呂波字類抄』（上述）の「祇園」の項では、牛頭天王は天竺北方の「九相国」の出身で、またの名を武答天神といい沙掲羅竜女を后とし八王子ら84,654神が生まれたとしている。

#### 八坂神社由来
鎌倉時代末に成立した『社家条々記録』には「別記云 貞観十八年 南都円如先建立堂宇 奉安置薬師千手等像 則今年夏六月十四日 天神東山之麓祇園林ニ令垂跡御座」とあり、また『群書類従』神祇部所収の「二十二社註式」には「牛頭天皇 初垂迹於播磨明石浦 移広峰 其後移北白河東光寺 其後人皇五十七代陽成院元慶年中移感神院 託宣曰 我天竺祇園精舎守護神云々 故号祇園社」とある。
これらによれば、牛頭天王は、天竺では祇園精舎の守護神であったが、日本では、最初は播磨国明石浦（兵庫県明石市）に垂迹、ついで広峰（兵庫県姫路市）に移り、その後、京都東山の北白川東光寺へ、陽成天皇の貞観18年（876年）に東山山麓に垂迹したため堂宇を建立、あるいは元慶年間（877年-885年）東山の感神院に移ったとされるのが祇園社（現在の八坂神社）である。
広峯社が祇園社の元宮であるという上記の伝承は室町時代に吉田神道が採用したことから大いに広まり、江戸時代には祇園社も時にこの説を受け入れるようになるなど完全に通説化した。しかし、現代的な歴史学的観点から八坂神社の創祀について先駆的研究を行った久保田収は、平安時代の文献には広峯社は一切あらわれないことや、伝播ルートの重要な拠点である東光寺の設立以前にすでに祇園の名称が遣われていることなどを詳細に検討した結果、広峯遷座説を否定している。また、祇園社の祭神は平安時代の記録では「天神」または「祇園天神」とされていることから、最初は牛頭天王ではなかった可能性が指摘されている。祇園社の祭神が明確に牛頭天王と記録されるのは鎌倉時代以降の文献である。さらに、牛頭天王は祇園精舎のあるインドで信仰された形跡はなく、その伝播経路とされる朝鮮や中国においても「牛頭天王」やそれに相当する神仏が信仰された痕跡がない。そのため、牛頭天王は現在の学説では日本における独自の神であると考えられている。

### 中世
牛頭天王は疫病の神であるところから「蘇民将来」説話と混淆し、牛頭天王は武塔神と同一視されたり父子関係とされたりして、スサノオとも習合した。『神道集』巻第3 祇園大明神事では「抑祇園大明神者、世人天王宮ト申、即牛頭天王是也、牛頭天王ハ武答天神王等ノ部類ノ神也、天形星トモ武答天神トモ、牛頭天王トモ崇ル」と牛頭天王は天刑星、武答天神、天道神とされた。

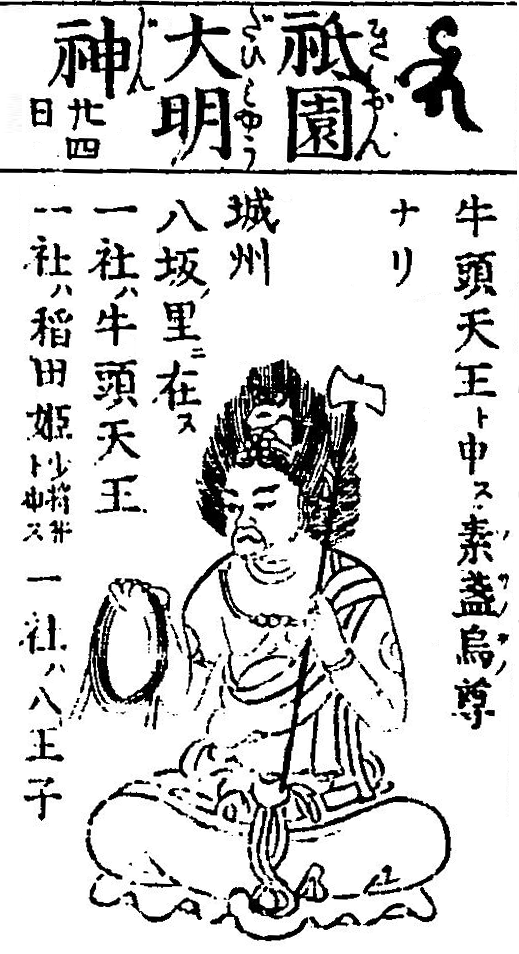
牛頭天王と素戔嗚尊の習合神である祇園大明神（仏像図彙 1783年）

その結果、以下さまざまな説話のバリエーションが派生した。
赤地の紙に金色の文字で「蘇民将来子孫之門」と書かれた札の由来となった次の説話がある（赤い紙に金色の文字は陰陽道で「疫病神が嫌う色」とされているからとされる）。
| 「 | 昔、牛頭天王が老人に身をやつしてお忍びで旅に出た時、とある村に宿を求めた。このとき弟の巨丹将来は裕福なのに冷淡にあしらい、兄の蘇民将来は貧しいのにやさしく迎え入れてもてなした。そこで牛頭天王は正体を明かし、「近々この村に死の病が流行るがお前の一族は助ける」とのたまった。果たせるかな死の病が流行ったとき、巨丹の一族は全部死んでしまったのに、蘇民の一族は助かったという。 | 」 |

『三國相傳陰陽輨轄簠簋内伝金烏玉兎集』（略称『金烏玉兎集』、『簠簋内伝』とも）第1巻牛頭天王縁起に詳細な説話が記され、『祇園牛頭天王御縁起』（上述）では牛頭天王は武答天皇の太子として登場し、牛頭天皇とも表記され、八大竜王の一、沙掲羅竜王の娘の頗梨采女を妃として八王子を生んだという。その姿かたちは頭に牛の角を持ち、夜叉のようであるが、こころは人間に似ていると考えられた。
日本仏教では、薬師如来の垂迹とされた。牛頭天王に対する神仏習合の信仰を祇園信仰といい、中世までには日本全国に広まり、悪疫退散・水難鎮護の神として「祇園祭」「天王祭」「津島祭」などと称する祭礼が各地で盛んに催されるようになった。

### 近世・近代
祇園社、天王社で祀られていた。単に天王といえば、牛頭天王をさすことが多い。牛頭天皇と呼ばれることもあり、奈良県や滋賀県域に所在する天皇神社はスメラミコトとしての天皇ではなく牛頭天王が祭神である。天王洲アイルの「天王洲」など、各地にある「天王」のつく地名の多くは牛頭天王に因むものである。
江戸時代の国学者平田篤胤は著書『牛頭天王暦神弁』で『牛頭天王出佛説秘密心点如意藏王陀羅尼經』は偽経であると記述した。
織田信長（織田家の紋は祇園神社の神紋と同じ木瓜紋　津嶋神社と関わる）が神社破壊をした際に自衛のため牛頭天王が盛んになったとの説を『豊島郡誌』（今西玄章　1736年（元文元年）)、『摂津名所図会』（1798年（寛政10年））が記述した。

### 神仏分離・廃仏毀釈
明治維新の神仏分離によって、権現類と並んで通達で名指しされた。天台宗の感神院祇園社は廃寺に追い込まれ、八坂神社に強制的に改組された。また、織田信長が神社破壊をした際に自衛のために、織田信長が信仰した牛頭天王を祭神に変えた社が多かったとし、実は古来からの祭神ではなかったと故意に主張され、全国の牛頭天王を祀る祇園社、天王社は、スサノオを祭神とする神社として強制的に再編された。

## 牛頭天王を祀る寺院
少数だが廃仏毀釈を乗り越えて、現在でも牛頭天王（須佐之男/素戔嗚尊としてではなく）を祀る寺院は存続している。
- 金剛山最勝院[26]（青森県弘前市）
- 医王山八王寺・竹寺[27]（埼玉県飯能市）
- 常呂山本覚寺（自性院）[28]（東京都大田区）
- 牛頭山妙法寺[29]（神奈川県横浜市磯子区杉田）
- 曽谷山礼林寺[30]（千葉県市川市）
- 清荒神清澄寺[31]（兵庫県宝塚市）
- 要法山常在寺[32]（長崎県東彼杵郡川棚町）
- 発星山延寿院[33]（熊本県熊本市）

## 祭礼
平安時代中期以降、祇園社で御霊会が営まれるようになったが、その期日は疫病のもっとも発生しやすい旧暦6月であった。これは、それ以前からおこなわれていた夏越の祓（なごしのはらえ）や、この時期にとりおこなわれてきた水神祭をも包摂していき、夏祭りとして全国的に広がっていった。
日本各地に天王祭や蘇民祭が伝わる。中部地方にあっては八坂神社のみならず津島神社の祭礼も天王祭と呼称される。愛知県津島市の津島神社はその総本社であり、旧暦6月15日は尾張津島天王祭となっている。天王祭（夏越の祓）にあわせ、厄除けのため、蘇民将来説話に由来する「茅の輪くぐり」とよばれる風習が各地にのこり、とくに厄年の人びとがこれに参加することが多い。いっぽうの蘇民祭は、小正月など冬季にひらかれることが多く、特に岩手県内陸南部ではこの行事が濃密に分布する。

## 護符

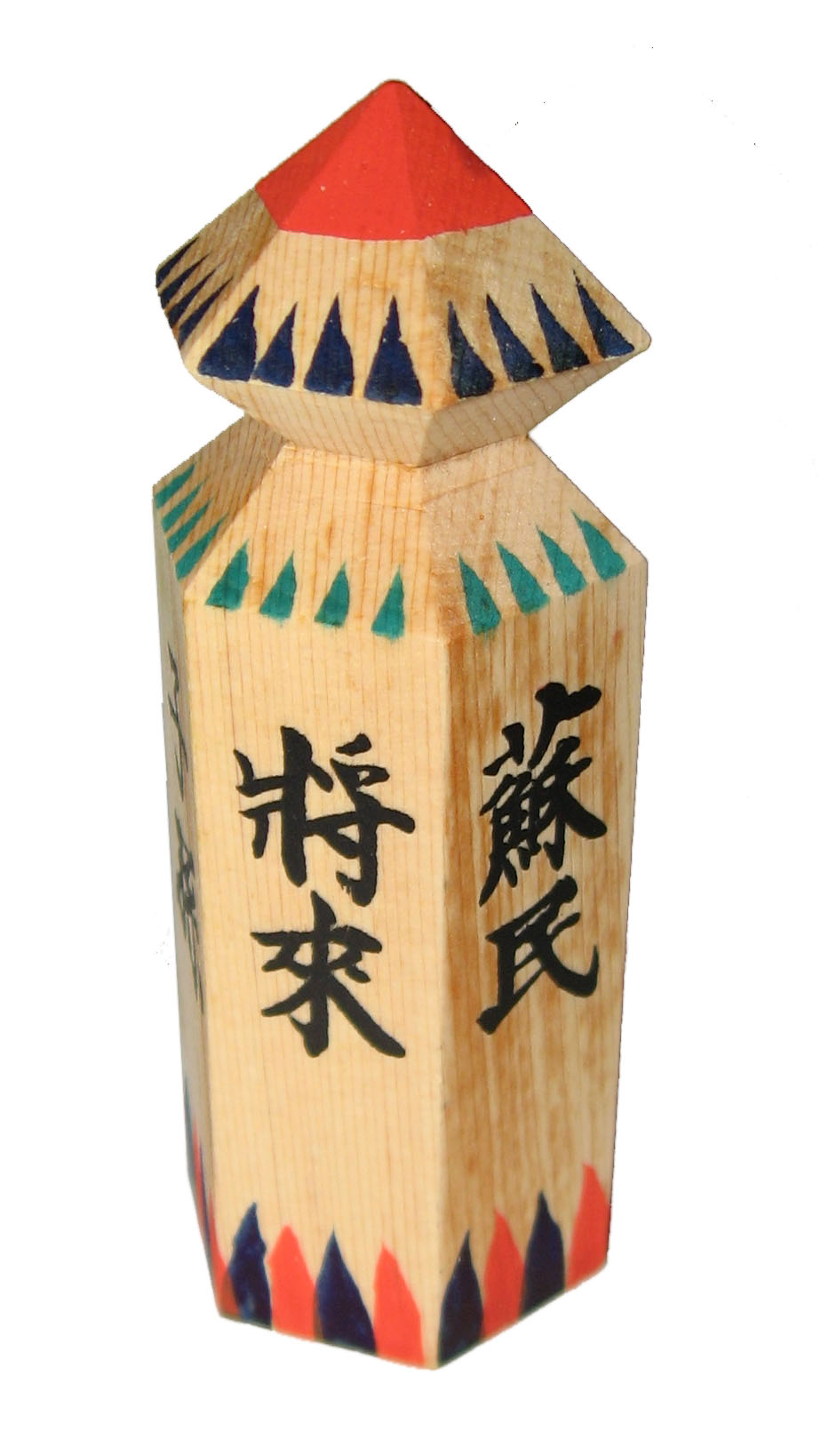
祇園神社（神戸市兵庫区）の蘇民将来護符

蘇民将来の説話にちなんで、社寺では小正月に除災の護符として蘇民将来札や六角形の柳製のものが出される。
三重県の伊勢市周辺では、蘇民将来札が注連飾りにもつけられる。また、伊勢近辺の海女の習俗として、晴明紋の星印（五芒星）を手拭いに染め、これを「ショーメンショーライ」と称して魔除けとする民俗例がある。

### 牛王宝印
寺院や神社から発行される牛頭天王信仰に関連する護符としては「牛玉宝印」（ごおうほういん、牛王宝印とも)も著名である。ただし、牛玉宝印の「牛玉」とは牛の胆嚢内にできた胆石を意味しており、その起源から考えると必ずしも牛頭天王と関連するものではなかった。牛頭天王に関連する護符としての牛玉宝印は文明14年（1482年）に書写されている「牛頭天王御縁起」（東北大学附属図書館藏）に確認できる。なお、この牛玉宝印は祇園社はじめ各社から出されていた独特の書体で書かれる。戸口に貼る、木の枝に挟む、病人に用いるなどして、厄除け、降魔を目的とする。起請文を書くための紙としても用いられた。熊野三山で配られる熊野牛王符が特に有名で、烏（からす）の絵を用いた書体で書かれる、やや特殊なものである。

## 像容
『簠簋内伝』では黄牛の面を頭につけ、斧と羂索を持った忿怒相としている。
一面四臂で人びとを手づかみでいたぶったり、踏みつけたりしている図もあるが、単に左手に宝珠をいただくだけの簡素な立像もあって、多種多様である。
石像は必ずしも多くないが、地域によっては馬頭観音との対比から牛の神として信仰されているところもある。
作像例
- 朱智神社（京都府京田辺市） - 平安時代の「牛頭天王立像」として京都府指定文化財（彫刻、1986年〈昭和61年〉4月15日指定）[36]。炎髪の頭頂に牛頭をあらわした忿怒相。2023年奈良国立博物館にて開催された特別展「聖地 南山城 ―奈良と京都を結ぶ祈りの至宝―」で一般に公開された[37]。
- 松尾神社（京都府木津川市） - 四面二臂の半跏象。牛頭を頂いた忿怒相で甲冑姿をしている。
- 中仙寺（大阪府堺市） - 元は八坂神社の保有だったが神仏分離にともない移動された。三面四臂の忿怒相で牛頭を頂いた木造座像。
- 興禅寺（愛知県津島市） - 三面十二臀で牛頭を頂く木造倚像。

## 推定された梵名
- 瞿摩掲唎婆耶提婆囉惹[注 9]　- 望月信亨が『仏教大辞典』において一説として紹介する[39]。
- ガヴァグリーヴァ(梵: Gavagrīva)[40]